# تئودور میمن
تئودور هَرولد "تد" مِیمَن (به انگلیسی: Theodore Harold "Ted" Maiman) ‏ (۱۱ ژوئیه ۱۹۲۷ – ۵ مه ۲۰۰۷) فیزیکدان و مهندس برق آمریکایی سازندهٔ اولین لیزر جامد در جهان است.

## زندگی
میمن در ۱۹۲۷ در لس آنجلس به دنیا آمد. او از نوجوانی به تعمیر وسائل برقی و رادیو علاقه داشت و کارش هم همین بود. پدرش که مهندس الکترونیک بود، می‌خواست که او پزشک شود، ولی او مدرک کارشناسی خود را در رشته فیزیک دانشگاه کلرادو گرفت و برای اخذ مدرک مهندسی الکترونیک به دانشگاه استنفورد رفت و در ۱۹۵۵ از رساله دکترای خود در رشته فیزیک دفاع کرد. تئودور میمن در سال ۱۹۶۰ توانست لیزر را به جهانیان ارائه دهد.
در آغاز تئودور میمن، برای تحقیقات بر روی میزر (وسیله‌ای برای تقویت امواج ریزموج) به شرکت هیوز پیوست و پیشنهاد ساخت دستگاه لیزر را به آنان داد که در نهایت مدیران شرکت به او نه ماه وقت همراه با ۵۰ هزار دلار دادند که سرانجام در سال ۱۹۶۰ میمن توانست لیزر را به جهانیان ارائه دهد. با این حال شرکت هوگو فعالیتی در زمینه لیزر انجام نداد، به همین دلیل او با استعفای خود از آنجا شرکت کوارد را تأسیس کرد. میمن دو بار نامزد دریافت جایزه نوبل شد که در هیچ‌کدام موفق نبود اما در سال ۱۹۶۶ موفق به دریافت جایزه اولیور بکلی شده‌است. او همچنین جایزه ولف را در سال ۱۹۸۳ برده‌است. تئودور میمن در ۵ مه ۲۰۰۷، درست ۱۳ روز قبل از چهل و هفتمین سالگرد اختراع لیزر در ونکوور کانادا درگذشت. او ۷۹ سال عمر کرد.

## افتخارات
در سال ۱۹۹۹ با همسرش «کاتلین» راهی ونکوور شد و سه سال بعد از دانشگاه سیمون فراسر دکترای افتخاری گرفت. از سال ۲۰۰۰ کتاب «ادویسه لیزر» را تکمیل کرد. تئودور میمن تا پیش از مرگش در سال ۲۰۰۷، همچنان فعال بود و به تحقیق ادامه می‌داد. در زما حیاتش بیش از ۲۰ مقاله علمی نوشت و با دائرةالمعارف‌های علمی همکاری داشت. وی سال ۱۹۷۳ در سمپوزیوم لیزر مونیخ شرکت نمود و در توکیو و بانکوک و تایوان (Taipei)... دستاوردهای خودش را در مورد لیزر عرضه کرد. عنوان یکی از مقالات وی دربارهٔ نور این است:
Stimulated optical radiation in ruby
تئودور میمن عضو فرهنگستان ملی علوم و آکادمی ملی مهندسین در آمریکا بود.
در سال ۱۹۶۲ مدال بالنتین ۱۹۶۵ را از انستیتو فرانکلین گرفت. جایزه بنیاد «فه‌نی و جان هرتز» را برد و در مراسمی با شرکت رئیس‌جمهور لیندون جانسون از وی تقدیر شد. سال ۱۹۸۴ او همچنین از بنیاد ولف جایزه (در فیزیک) دریافت نمود و سال ۱۹۸۷ جایزه «الکترو اپتیک» را در ژاپن برد. این جایزه را معادل جایزه نوبا ارزیابی کرده‌اند.
گوگل به افتخار وی این لوگو را عرضه نمود.

## میمن و سمپوزیوم لیزر اصفهان
در سال ۱۹۷۱ بسیاری از فیزیکدانان جهان از جمله دکتر علی جوان (کاشف لیزر گازی)، دکتر پرتوی، چارلز هارد تاونز، الکساندر میخایلوویچ پروخورف، سرجیو پورتو، نیکولاس برومن برگن، بوریس استوچف، پییریاکویی نوت، رایموند کیدر، آرتور شاچولوف. و ده‌ها فیزیکدان دیگر به ایران (اصفهان) آمدند و در نخستین سمپوزیوم لیزر (سمپوزیوم در فیزیک بنیادی و کاربردی لیزر، اصفهان)، شرکت نمودند. این سیمپوزیوم ۲۹ آگوست – ۵ سپتامبر ۱۹۷۱ با حمایت دانشگاه صنعتی شریف تهران (آریامهر سابق) و با همکاری دانشگاه اصفهان و مؤسسه فناوری ماساچوست (MIT) در دانشگاه اصفهان برگزار شد. از همایش اولین لیزر تئودور میمن و شماری از دانشمندان فیزیک در ۱۶ می ۱۹۶۰ که بگذریم سمپوزیوم لیزر در اصفهان نخستین کنفرانس بین‌المللی لیزر در جهان بود.
در مورد این سمپوزیوم علاوه بر گزارش Atomic Coherent States in Quantum Optics و کتاب Highly Excited States of the Helium
یک کتاب کوچک ۱۳۳ صفحه ای از «آبراهام هرتزبرگ» با عنوان Developments in High Power Laser Research و یک جزوه ۱۸ صفحه ای که «ویلیام ژوزف کوندل» منتشر نموده، کتاب قطوری هم در ۹۶۰ صفحه منتشر شده‌است. در این مجمع علمی از تلاشهای تئودور میمن کاشف لیزر جامد یاد شد.
تئودور میمن در مصاحبه مطبوعاتی ۷ ژوئیه ۱۹۶۰ به صراحت گفته بود: رنج می‌برم که به لیزر که می‌تواند پزشکی و صنعت را ارتقا دهد، به عنوان «اشعه مرگ و کشتار» نگاه می‌کنند. در نخستین سیمپوزیوم لیزر در مورد تحقیقات نظری مبنی بر امکان نشر لیزری در ناحیه پرتو ایکس تبادل نظر شد و دکتر علی جوان دربارهٔ رزونانس‌های اتمی و مولکولی در بیناب نمایی لیزری صحبت کرد…